# El Paso (La Palma)
El Paso este o comună în provincia Santa Cruz de Tenerife, Spania. Se află în La Palma, la o altitudine de 630 m deasupra nivelului mării. Are o suprafață de 136 km². Populația este de 8.156 locuitori, determinată în 2024, prin registru de stare civilă[*].